# Peter Wettstein

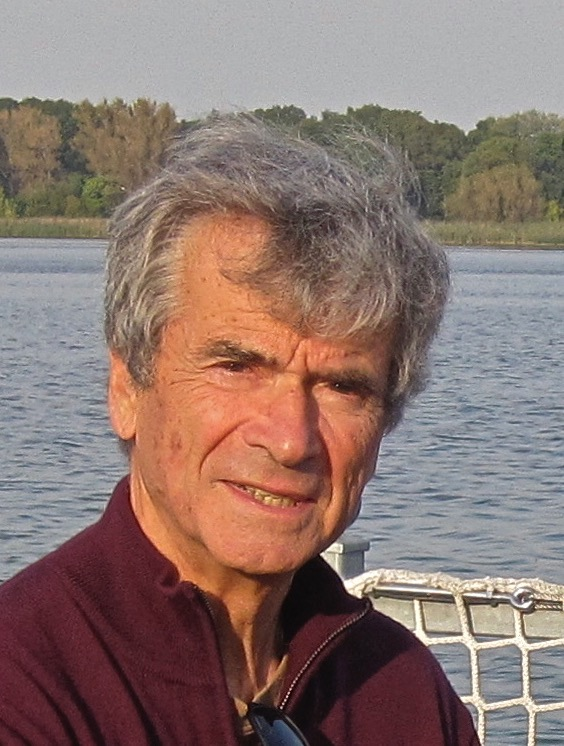
Peter Wettstein (2014)

Peter Wettstein (* 15. September 1939 in Zürich-Oerlikon) ist ein Schweizer Komponist, Dirigent und Musikvermittler.

## Leben
Peter Wettsteins Eltern waren die Violistin Ruth Wettstein-Knopfli und der Sänger, Chorleiter, Gesangs-, Klavier- und Cellolehrer Albert Wettstein. Er studierte nach seiner Matura an Musikakademie und Universität Zürich, anschliessend an der Musikhochschule Detmold. 1961 bis 1965 folgten die Diplomabschlüsse in den Fächern Violine, Tonmeister und Dirigieren. Kurse und Praktika in Darmstadt, Paris, Hilversum und New York ergänzten seine Ausbildung. Seine wichtigsten Lehrer waren: Alexander Schaichet (Violine), Rudolf Kelterborn und Giselher Klebe (Komposition), Martin Stephani und Gustav König (Dirigieren), Erich Thienhaus (Tonmeister). Wettstein war Stipendiat des Deutschen Akademischen Austauschdienstes.
Ab 1965 war er an der Musikakademie und am Konservatorium Zürich als Lehrer für musiktheoretische Fächer und Dirigieren tätig, leitete ab 1975 die Berufsabteilung von Konservatorium und Musikhochschule Zürich und unterrichtete ab 1978 auch am musikwissenschaftlichen Institut der Universität Zürich. Als Dirigent leitete er zahlreiche Ur- und Erstaufführungen.
In seinem kompositorischen Werkkatalog sind sämtliche klassischen Gattungen vertreten. Er umfasst rund 80 Kompositionen, allermeistens Auftragswerke. Wettstein hat sich vielfältig in staatlichen und privaten kulturellen Institutionen engagiert. Nach seinem Hochschulrücktritt 2003 leitete er während elf Jahren das älteste schweizerische Musikfestival, die Musikwoche Braunwald und engagierte sich auch weiterhin zugunsten diverser kulturpolitischen Gremien. Er ist seit 1968 mit der Malerin und Bildhauerin Elisabeth Wettstein-Wille verheiratet, hat mit ihr zusammen zwei Söhne, darunter Martin Wettstein, der ebenfalls Komponist ist. Peter Wettstein lebt heute in Wallisellen und Elm.

## Werke (Auswahl)
- Traumbilder für Sopran, Bariton und Streichquartett (2013)
- Schattenaug für gemischten Chor und drei Klarinetten (2010)
- Durch Raum und Zeit für Blockflöte, Oboe, Trompete, Violine und Streichorchester (2004)
- Inannas Abstieg in die Unterwelt, Quintett für Flöte, Violine, 2 Violen und Violoncello (2000)
- Rotondo, Nonett, Gemeinschaftskomposition des Komponistensekretariats Zürich (1998)
- (T)Raummusik für drei Klarinetten, Horn, Trompete und Posaune (1995)
- Kaleidos für 16 Streichinstrumente und Schlagzeug (1993)
- Concerto violinissimo (Violinkonzert mit Nebensolisten und Orchester) (1991)
- Viriditas für Tänzer, 9 Gesangssolisten und kleines Orchester (1990)
- Elegie, Kantate für Frauen- und Männerstimmen, 10 Blasinstrumente und Stabspiele (1988)
- Janus für Streichquartett (1988)
- Aphoriphone für 12 Streichinstrumente und Clown (ad lib.) (1982)
- Alkezir, Musik für Orchester (1981)
- Anrufungen für Klarinette und Orgel (1976)
- Fantasie für Orgel (1962)